# Chronicle (film)
(Tagline americana del film)
Chronicle è un film del 2012 diretto da Josh Trank.
Girato in formato found footage e in stile falso documentario, il film è una produzione indipendente che mescola diversi generi, che spaziano dal thriller alla fantascienza.

## Trama
Andrew Detmer è un abitante di Seattle con una vita disastrata: è senza amici, subisce continue vessazioni da parte dei compagni di classe e dal padre alcolizzato Richard, mentre la madre Karen è gravemente malata di cancro. Un giorno decide di iniziare a filmare la sua vita; suo cugino Matt Garetty lo invita ad una festa per aiutarlo a socializzare, ma Andrew ha un alterco con un altro partecipante e va a piangere fuori. Il popolare studente Steve Montgomery lo raggiunge e gli chiede di venire con lui e Matt (ubriaco) nella foresta adiacente per riprendere una grossa fossa che hanno rinvenuto. I tre ci entrano e attraversano un tunnel sotterraneo al termine del quale c'è un oggetto cristallino luminescente che provoca fenomeni inspiegabili man mano che si avvicinano. Quando i ragazzi iniziano ad accusare dei malesseri, la telecamera va in cortocircuito.
Settimane dopo, si scopre che il trio ha sviluppato abilità telecinetiche. Consolidano una stretta amicizia, decidendo di mantenere il segreto e di usare le loro abilità per giocare e fare scherzi, filmando il tutto su videocamera. Un giorno, però, si spingono troppo oltre quando Andrew manda fuori strada un automobilista maleducato, quasi uccidendolo. Matt si rende conto della pericolosità dei loro poteri, insistendo con gli amici affinché ne limitino l'uso e non ne pratichino contro gli esseri viventi o quando sono arrabbiati.
Dopo aver imparato a volare mediante la telecinesi, gli amici progettano di fare un giro del mondo dopo la laurea. Steve incoraggia Andrew a partecipare al talent show della loro scuola e il ragazzo si fa acclamare usando i suoi poteri spacciandoli per trucchi di magia. Andrew si gode la nuova popolarità a una festa, ma la serata finisce male quando vomita sulla compagna di classe con cui sta per avere un rapporto sessuale, portandola ad andarsene disgustata.
Con il peggioramento delle condizioni di Karen, Andrew diventa più riservato e aggressivo. Dopo l'ennesima discussione violenta con Richard, il ragazzo lo respinge violentemente e scappa di casa. Matt e Steve capiscono che l'amico sta usufruendo eccessivamente dei suoi poteri, poiché quando accade soffrono di emorragie dal naso; Steve raggiunge Andrew nel mezzo di una tempesta in cielo e cerca di parlargli per calmarlo, ma Andrew perde il controllo e arriva a manipolare inconsciamente la tempesta; ciò culmina con la morte di Steve, che viene colpito e ucciso da un fulmine. Matt affronta Andrew al riguardo al funerale e lui nega tutto, ma in seguito implora perdono sulla tomba dell'amico.
Il rapporto tra Andrew e Matt diventa sempre più teso; dopo essere stato nuovamente bullizzato a scuola, Andrew usa i suoi poteri per strappare dei denti dalla bocca di un bullo davanti ad altri studenti. Andrew inizia a identificarsi come un "super-predatore" della natura che non dovrebbe sentirsi in colpa nel ferire le persone più deboli di lui. Nel tentativo di pagare le medicine di sua madre, il ragazzo si traveste con una divisa da pompiere e compie alcune rapine. Mentre cerca di prendere soldi da una stazione di servizio, provoca inavvertitamente un'esplosione e finisce in ospedale in coma. Richard si presenta al suo capezzale e lo informa che Karen è morta, incolpandolo dell'accaduto; mentre sta per colpirlo, Andrew si sveglia all'improvviso e distrugge la stanza.
Mentre Matt è ad una festa di compleanno, subisce una grave emorragia dal naso e capisce che ad Andrew è successo qualcosa. Lui e Casey, la sua ragazza, vanno davanti all'ospedale e vedono Andrew che cerca di gettare Richard nel vuoto. Matt lo salva e cerca di far ragionare l'amico, il quale però è ormai preda del delirio di onnipotenza e cerca di attaccarlo. Nello scontro che ne segue causano distruzione per quasi tutta la città; quando Andrew arriva a disintegrare tutto ciò che lo circonda, Matt non ha altra scelta se non impalarlo con la lancia di una statua, uccidendolo. Subito dopo, ferito, vola via prima che la polizia possa prenderlo in custodia.
Tempo dopo, Matt si trova in Tibet (luogo che Andrew desiderava visitare per via della sua pace) con la videocamera del cugino, scusandosi con lui per quanto accaduto e promettendo di usare i suoi poteri per fare del bene e scoprire cos'era successo a loro e Steve. Dopodiché, vola via lasciando la telecamera indietro.

## Produzione
Il film è l'opera prima di Josh Trank, nato da un'idea dello stesso Trank e di Max Landis, entrambi figli d'arte. Il primo è figlio del documentarista e produttore Richard Trank, mentre il secondo è figlio del regista e sceneggiatore John Landis.
La pellicola è una co-produzione tra Stati Uniti e Regno Unito, realizzata con un budget ridotto che si aggira attorno ai 15 milioni di dollari. Per la realizzazione di tale pellicola è da notare la libera ispirazione del regista al manga e anime Akira ed al romanzo e film Carrie, i cui temi toccati sono trattati nel film stesso.

## Distribuzione
Il primo trailer del film è stato distribuito il 19 ottobre 2011, mentre il 6 dicembre è stato pubblicato online il teaser trailer in italiano. Il film è stato distribuito nelle sale cinematografiche statunitensi dalla 20th Century Fox in data 3 febbraio 2012; in Italia è stato distribuito in data 9 maggio 2012.

## Promozione
Per promuovere il film la 20th Century Fox ha messo in scena una campagna virale che rievoca i poteri dei protagonisti: a pochi giorni dall'uscita ha fatto volare per i cieli di New York tre aerei telecomandati dalla forma umana, simili, da lontano, a dei veri e propri supereroi.

## Sequel
Le voci su un sequel iniziarono a circolare in casa 20th Century Fox fin dal termine del primo film, ma per anni i motori non vennero mai avviati sul serio: adesso, secondo John Davis, è finalmente giunto il momento. Ha infatti affermato: “Chronicle è stato letteralmente il miglior investimento della mia carriera: lo girammo con un budget di $12 milioni di dollari e finì con l'incassarne 126,64 in tutto il mondo, senza contare gli incassi nel mercato home-video", ha detto John Davis, che è anche produttore del recente film Disney Jungle Cruise. “Posso annunciare che stiamo ufficialmente lavorando al sequel, Chronicle 2: e penso che sarà fantastico. Ci stiamo lavorando alla 20th Century Studios. Questo film ci darà la possibilità di raccontare la storia in un modo diverso. La racconteremo dal punto di vista femminile".
Al momento nessun regista o sceneggiatore è stato annunciato. Improbabile anche il ritorno dello sceneggiatore del film originale, Max Landis, figlio di John Landis, a dir poco persona non grata a Hollywood dopo le molteplici accuse di aggressione sessuale che sono emerse nel 2017.